# شاهزاده موریکونی

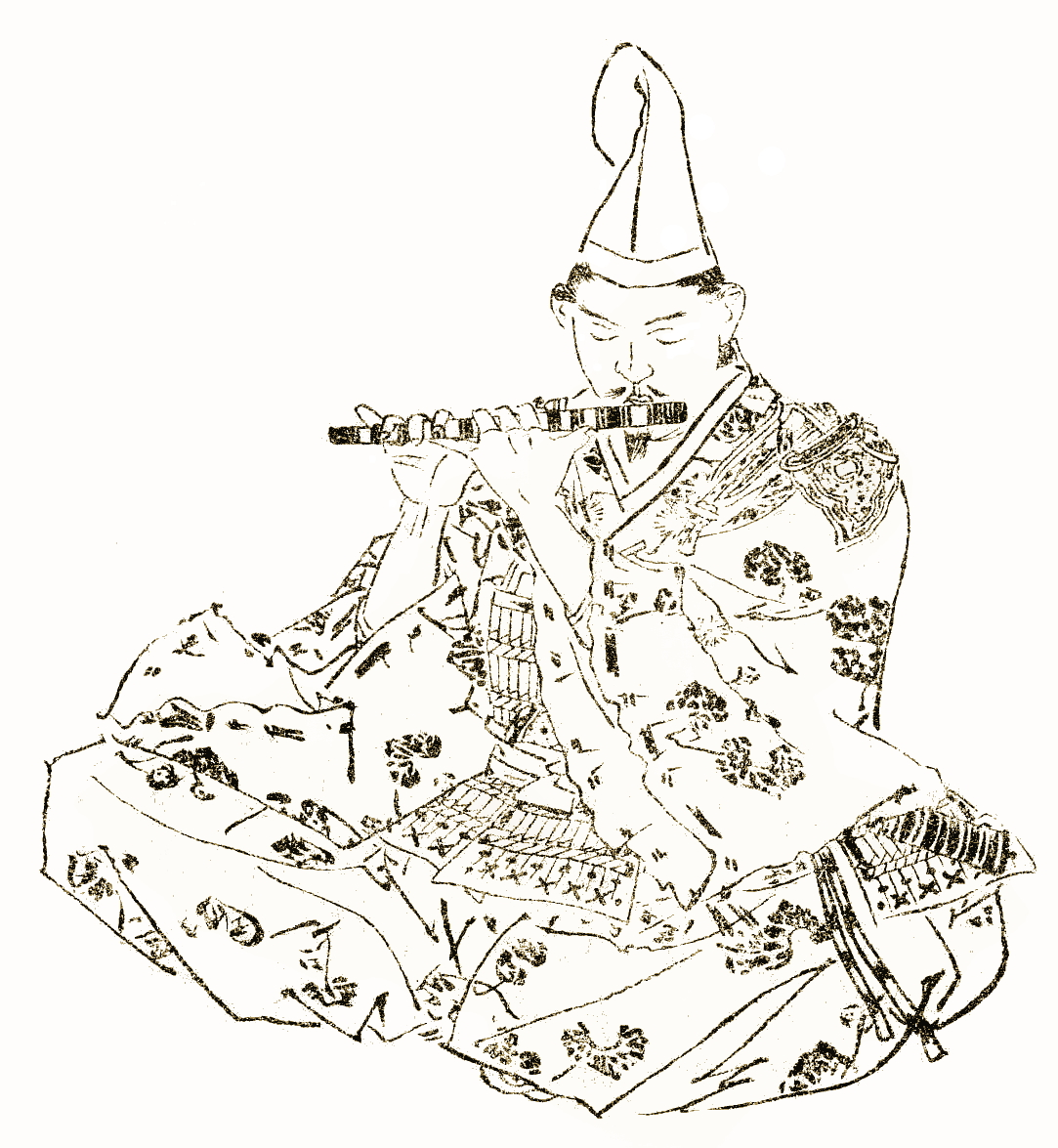

شاهزاده موریکونی (守邦親王؛ ۱۹ ژوئن ۱۳۰۱ – ۱ ژانویهٔ ۱۳۳۳) نهمین شوگون از شوگون‌سالاری کاماکورا اهل ژاپن بود. وی پسر هشتمین شوگون شاهزاده هیساآکی و نوه امپراتور گو-فوکاکوسا بود.
نهمین شوگون کاماکورا، شاهزاده امپراتوری موریکونی، پسر، شاهزاده امپراتوری هیساآکی بود. در دوران شوگونی شاهزاده موریکونی، شوگون‌سالاری کاماکورا در آستانه فروپاشی بود. با کاهش قدرت خاندان هوجو در شوگون‌سالاری کاماکورا، گوکه‌نین‌ها (گروهی از سامورایی‌ها که در ازای تضمین مالکیت قلمرو خود به شوگون‌سالاری وفاداری می‌کردند) شروع به کسب قدرت کردند. دو جناح نیز در دربار امپراتوری در پایتخت به شدت با یکدیگر رقابت می‌کردند. جناحی به نام آکوتو در حومه شهر ظاهر شد و ژاپن در آشفتگی بزرگی بود. شاهزاده موریکونی که در این شرایط تبدیل به شوگون شد تقریباً هیچ دستاورد تاریخی از خود به جای نگذاشت. تنها گزارش باقی مانده این است که در سال ۱۳۳۳، در روز سقوط شوگون‌سالاری کاماکورا، از سمت خود به عنوان شوگون استعفا داد، راهب بودایی شد و سه ماه بعد درگذشت.

## زمینه
همه شوگون‌های شوگون‌سالاری کاماکورا، از جمله نسل اول، میناموتو نو یوریتومو، توسط خاندان هوجو به سمت‌های خود منصوب شدند. خاندان هوجو خودش تبدیل به یک شوگون نشد، بلکه در عوض یک شوگون به عنوان حاکم دست‌نشانده منصوب کرد و همچنان به عنوان یک شیکن (مقام که به شوگون کمک می‌کرد) قدرت سیاسی واقعی داشت.
در میان خاندان هوجو، قدرتمندترین آنها خانواده ای به نام توکوسو بود که رسیدن به مقام شیکن در آنها ارثی بود. در سال ۱۳۰۱ (شوآن ۳)، نهمین شیکن توکوسو، هوجو ساداتوکی، سمت شیکن را به پسر عموی خود، هوجو موروتوکی سپرد. با این حال، حتی پس از آن، هوجو ساداتوکی همچنان از قدرت توکوسو برای تأثیرگذاری بر سیاست استفاده می‌کرد.
هوجو موروتوکی در سال ۱۳۱۱ درگذشت. در این زمان، هوجو ساداتوکی یک پسر قانونی به نام هوجو تاکاتوکی (نهمین  شیکن زمان تصدی ۱۳۱۶–۱۳۲۶) داشت. با این حال، هوجو تاکاتوکی  تنها ۷ سال سن داشت و تا زمانی هوجو تاکاتوکی بزرگ شود،  هوجو مونه‌نوبو از خانواده به عنوان نسل یازدهم منصوب شد. در همان سال، هوجو هیروتوکی به نسل دوازدهم تبدیل شد و در سال ۱۳۱۵ (شوای ۴)، هوجو موتوتوکی به نسل سیزدهم تبدیل شد و کرسی سلطنت در اختیار خانواده هوجو قرار گرفت برای مدت کوتاهی در اطراف به عبارت دیگر، تا زمانی که هوجو تاکاتوکی بزرگ شد، همه اینها فقط یک مقام تشریفاتی بود.

## دست نشاندگان نوظهور که قدرت را در دست دارند
در شرایطی که شوگون فقط یک حاکم دست‌نشانده و شیکن فقط یک مقام تشریفاتی بود، این ملازمان نوظهور بودند که توانستند قدرت خود را در شوگون‌سالاری افزایش دهند. یک نمونه معرف از این امر، ناگاساکی تاکاتسونا (معاون هوجو توکیمونه) بود. به ناگاساکی تاکاتسونا نقش ولی (حقوق) (کوکن: 後見 こうけん) هوجو تاکاتوکی سپرده شد و همراه با پسرش ناگاساکی تاکاسوکه، قدرت او در شوگون‌سالاری شروع به افزایش کرد.
پدر و پسر ناگاساکی نه تنها کنترل امور مالی و مدیریت توکوسو را در دست گرفتند، بلکه سامورایی-دوکورو (دفتری که اختیارات نظامی و نیروی انتظامی شوگون‌سالاری را در اختیار داشت) و یوری‌آی شو ja:寄合衆 (یک سیاستگذار) تحت کنترل آنها درآمد. به عبارت دیگر، شوگون‌سالاری کاماکورا در این زمان ساختاری دوگانه داشت که پدر و پسر ناگاساکی خاندان هوجو را کنترل می‌کردند و خاندان هوجو کنترل شوگون را در دست داشتند.
در سال ۱۳۱۶ (سال پنجم شووا)، هوجو تاکاتوکی از توکوسو، که همه منتظر او بودند، در سن ۱۲ سالگی شیکن چهاردهم شد. با این حال، در این زمان شیکن دیگر هیچ قدرت واقعی نداشت.
هنگامی که هوجو تاکاتوکی، که از ابتدا بیمار بود، در سال ۱۳۲۶ (سال اول دوران کاری) راهب شد، درگیری بین پدر و پسر ناگاساکی و خاندان آداچی، یک ملازم باسابقه و با نفوذ رخ داد. در مورد اینکه چه کسی شیکن بعدی خواهد شد. به عنوان یک مصالحه، پدر و پسر ناگاساکی هوجو ساداآکی، یکی از اعضای خانواده خود را به عنوان شیکن پانزدهم انتخاب کردند.
با این حال، از آنجایی که مخالفت از درون خاندان هوجو به وجود آمد، هوجو ساداآکی تنها پس از ۱۰ روز سلطنت را رد کرد. هوجو موروتوکی، یکی از اعضای خانواده، شانزدهمین و آخرین شیکن شد.

## سرنگونی حکومت شوگون توسط امپراتور گو-دایگو
در آن زمان، دربار امپراتوری حتی از شوگون‌سالاری آشفته تر بود. در پایان قرن سیزدهم، دربار امپراتوری در حالت ریوتو تسوریتسو قرار داشت، که در آن هشتاد و نهمین امپراتور گوفوکاکوسا (جناح جیمیوئین) و نودمین امپراتور امپراتور کامه‌یاما (جناح دایگاکوجی) به نوبت امپراتوران را منصوب می‌کردند.
هر دو به دنبال اطلاعاتی برای فریب دیگری می‌گشتند و وقتی چیزی پیدا می‌کردند بلافاصله آن را به شوگون‌سالاری گزارش می‌دادند. آنها می‌خواستند همه چیز به نفع آنها تنظیم شود.
به همین دلیل، اغلب نمایندگانی از پایتخت به کاماکورا فرستاده می‌شدند و مردم حتی شایعه می‌کردند که آنها مانند «اسب‌های مسابقه» هستند. شوگون کاماکورا، شاهزاده امپراتوری موریکونی، هیچ شانسی برای امپراتور شدن نداشت، اما از آنجایی که او نوه امپراتور گوفوکاکوسا بود، می‌توان گفت که یکی از اعضای جناح جیمیوئین بود.